# Hiri Hiri
Hiri Hiri (* 1. Mai 1995) ist ein papua-neuguineischer Cricketspieler, der seit 2016 für die papua-neuguineanische Nationalmannschaft spielt.

## Aktive Karriere
Hiri gab sein Twenty20-Debüt in der Nationalmannschaft im Februar 2016 gegen Irland. Im November folgte sein ODI-Debüt in Hongkong. Er wurde für den ICC Men’s T20 World Cup 2021 nominiert und absolvierte dort ein Spiel. Sein erstes internationales Fifty erzielte er im März 2023 bei einem Drei-Nationen-Turnier in Nepal gegen die Vereinigten Arabischen Emirate, als ihm 77 Runs gelangen. Ein weiteres (53* Runs) erzielte er bei einer Twenty20-Serie im Oman im März 2024. Daraufhin wurde er für den Kader für den ICC Men’s T20 World Cup 2024 nominiert.